# Гиммельвальд
Гиммельвальд — швейцарская деревня, расположенная между Штехельбергом и Мюрреном на горе Шилтхорн. Ближайший город: Интерлакен в 14 км. В 2003 году её население составляло всего 130 человек, большинство из которых носило одну из трех фамилий: Алльмен, Фейц или Брюннер. Местные жители занимаются сельским хозяйством — пасут коров и торгуют сыром и другими молочными продуктами. Гиммельвальд не стал горнолыжным курортом, добраться до него можно только пешком или по канатной дороге Люфтзелбан Штехельберг-Мюррен-Шильтхорн.